# Tony Conrad

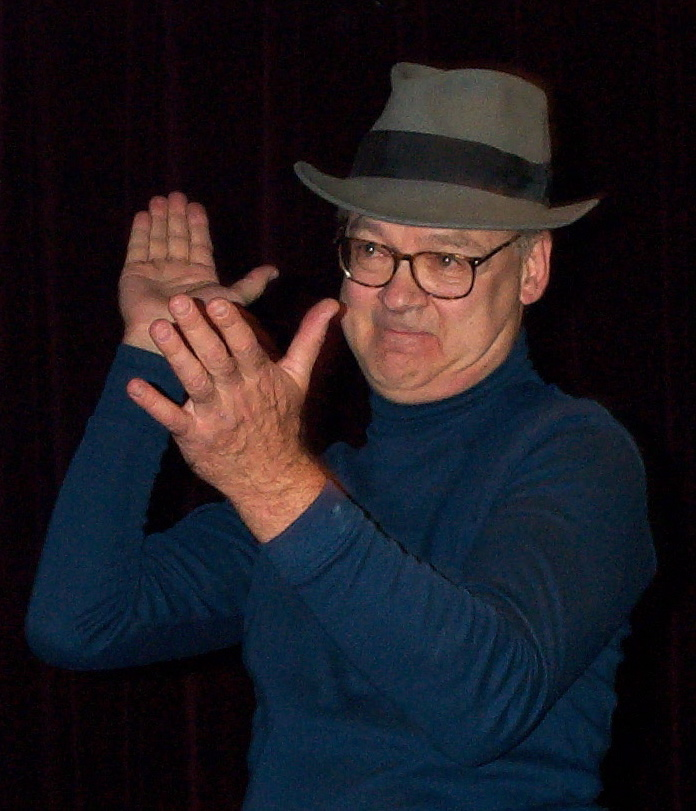
Tony Conrad (2003)

Anthony „Tony“ Schmaltz Conrad (* 7. März 1940 in Concord, New Hampshire; † 9. April 2016 in Cheektowaga, New York) war ein US-amerikanischer avantgardistischer Video-Künstler, experimenteller Filmemacher, Musiker und Komponist, Sound-Künstler, Lehrer und Schriftsteller.

## Leben und Werk
Tony Conrad studierte bis 1962 Mathematik an der Harvard University. Er begann in den frühen 1960er Jahren als Filmkünstler zu arbeiten.
Der bekannteste Film von Conrad ist The Flicker (englisch für Das Flimmern) von 1965. Er gilt als Schlüsselwerk des frühen Structural films. Der Film besteht aus nur ganz schwarzen und ganz weißen Bilder, die, wie der Titel schon sagt, flimmern, wenn der Film projiziert wird. Als der Film zum ersten Mal gezeigt wurde, wurden mehrere Zuschauer im Publikum körperlich krank, da die schnellen blitzartigen Bildfolgen epileptische Attacken bei einem kleinen Prozentsatz der Bevölkerung erzeugen können. Conrad begann seine Arbeit als Video- und Performancekünstler in den 1970er Jahren als Professor am Antioch College in Antioch, Ohio, und am Center for Media Studies an der University at Buffalo, The State University of New York.
Conrads Arbeiten werden in vielen Museen gezeigt, darunter das Museum of Modern Art und PS 1 in New York City. Sein Film The Flicker ist in die Sammlung des Whitney Museum of American Art aufgenommen worden. Tony Conrad war Teilnehmer der Documenta 5 in Kassel im Jahr 1972 mit The Flicker und Straight and Narrow in der Abteilung Filmschau: New American Cinema und auf der Documenta 6 im Jahr 1977 und auch auf der Documenta IX im Jahr 1992 als Künstler vertreten.
Conrad war Mitte der 1960er Jahre Mitglied des Theatre of Eternal Music (auch: The Dream Syndicate), zu dem auch John Cale, Angus MacLise bzw. Terry Riley, La Monte Young und Marian Zazeela gehörten, die nur reine Stimmung und anhaltende Töne verwendeten, um eine Form der Minimal Music zu produzieren, die sie „dream music“ nannten. Conrad arbeitete 1973 auch mit der Krautrock-Band Faust zusammen.
Tony Conrad wurde mit Preisen und Stipendien des National Endowment for the Arts, des New York State Council on the Arts, der Staatlichen Universität von New York, der Rockefeller Foundation und der New York Foundation for the Arts ausgezeichnet. Four Violins wurde in die Wireliste The Wire’s „100 Records That Set the World on Fire (While No One Was Listening)“ aufgenommen.

## Diskographische Hinweise
- Tony Conrad – Ten Years Alive on the Infinite Plain (Superior Viaduct, 2017)